# キラウェア
株式会社キラウェアは、かつて存在した日本のゲームソフト開発会社である。
カプコン、ヴァージンインタラクティブエンターテインメント、アトラスを渡り歩いてきた、山尾和浩によって設立されたゲームソフトウェアメーカー。元アトラス、電脳映像製作所のスタッフも在籍していた。本社は東京、開発スタジオは大阪にあり、アドベンチャーゲームを中心に開発を受託していたが、2011年3月に倒産した。

## 開発ソフト一覧
- 九龍妖魔學園紀 re:charge

販売：アトラス
- ルクス・ペイン

販売：マーベラスエンターテイメント
- Another Time Another Leaf 鏡の中の探偵

販売：アークシステムワークス
- リーナのアトリエ 〜シュトラールの錬金術士〜（開発協力）

販売：ガスト
- つくものがたり

販売：フリュー